# Barbara Zięba
Barbara Zięba (ur. 20 marca 1952 w Krakowie) – polska gimnastyczka, trenerka, sędzina sportowa, olimpijka z Meksyku 1968.
Pierwsze swoje sukcesy zaczęła odnosić jako juniorka zdobywając tytuł mistrzyni Polski juniorów w wieloboju (lata 1965, 1969) oraz w skoku przez konia (1969) i w ćwiczeniach na równoważni (1969).
Jako seniorka była medalistką mistrzostw Polski:
- złotą
  - w wieloboju w roku 1970
- srebrną
  - w wieloboju w roku 1969

Na igrzyskach olimpijskich w roku 1968 zajęła:
- 10. miejsce w wieloboju drużynowym
- 46. miejsce w wieloboju indywidualnym
- 49. miejsce w ćwiczeniach na równoważni
- 50. miejsce w ćwiczeniach na poręczach
- 51. miejsce w skoku przez konia
- 63. miejsce w ćwiczeniach wolnych